# Lövåstjärnen (Grangärde socken, Dalarna)
Lövåstjärnen är en sjö i Ludvika kommun i Dalarna och ingår i Dalälvens huvudavrinningsområde.